# Meruliporia
Meruliporia är ett släkte av svampar. Meruliporia ingår i familjen Coniophoraceae, ordningen Boletales, klassen Agaricomycetes, divisionen basidiesvampar och riket svampar.
|             | Coniophora                                                                          |
|             |                                                                                     |
|             | Gyrodontium                                                                         |
|             |                                                                                     |
|             | Chrysoconia                                                                         |
|             |                                                                                     |
| Meruliporia | \| \| Meruliporia incrassata \| \| \| \| \| \| Meruliporia pulverulenta \| \| \| \| |
|             | \| \| Meruliporia incrassata \| \| \| \| \| \| Meruliporia pulverulenta \| \| \| \| |
|             | Meruliporia incrassata                                                              |
|             |                                                                                     |
|             | Meruliporia pulverulenta                                                            |
|             |                                                                                     |

|  | Meruliporia incrassata   |
|  |                          |
|  | Meruliporia pulverulenta |
|  |                          |